# Sjatskyj Nationalpark
Sjatskyj Nationalpark (ukrainsk: Шацький національний природний парк) er en nationalpark i Ukraine, som blev etableret i 1983 og havde til formål at bevare, rekonstruere og effektivt bruge naturområder i Polesien af særlig miljømæssig, rekreativ, uddannelsesmæssig og æstetisk værdi. Parken ligger i Sjatskyj rajon i den nordvestlige del af Volyn oblast. Parken har et areal på 188 km2. Lesia Ukrainka, Volyn State University er videnskabelig kurator.

## Geografi
Shatskyjsøerne udgør en af de største europæiske grupperinger af søer, og på nationalparkens område er der mere end tredive søer af varierende størrelse. Deres samlede areal er næsten 70 kvadratkilometer. Blandt dem er Svitjaz, den dybeste sø i Ukraine, med et areal på 28 km2 og en dybde på 58 meter. Vandreserven er på 310 millioner kubikmeter, hvoraf 180,8 millioner kubikmeter af dem er i Svitjaz.
De fleste søer er forbundet med hinanden af afvandingskanaler fra sovjettiden eller tidligere og naturlige kanaler.
Det vigtigste europæiske vandskel går gennem Sjatskyj-regionen, og overskudsvandet fra søerne når til både Østersøen (Bug og Wisla), og Sortehavet via floderne Prypiat og Dnepr.
Skove fylder 52,5% af nationalparkens areal, græsarealer 7,3%, moser 2,8% og vandreservoirer 14,2%. Resten af området er gårde og veje.
Ifølge Ramsar Water and Moor Protection-aftalen anses Sjatskyj-søernes omgivende landområder, som ligger mellem Prypiat og den Vestlige bug, for at være et af de vigtigste områder i Ukraine. I dette territorium kan trækfugle finde ynglesteder samt føde og hvile på vej fra nord til varmere lande. 328 km2 blev i 1995 beskyttet under Ramsarkonventionen.
Sjatskyj Nationalpark varetager sammen med den lokale administration de vigtigste naturbeskyttelsesopgaver. Parken er en del af Verdensnetværket af biosfærereservater (som Vestpolesien Grænseoverskridende Biosfærereservat) inden for rammerne af UNESCOs " Man and the Biosphere Program" den 30. april 2002. I den sammenhæng Sjatskyjsøerne omtalt som nogle af jordens mest dyrebare områder.

## Flora og fauna
I området omkring Sjatskyj-søerne findes 1.180 arter af planter, der tilhører 124 familier. Blandt dem er der 795 arter af højere karplanter og 112 mosser. 332 arter af hvirveldyr er registreret i parken: 55 pattedyr, 241 fugle, 7 padder og 29 fisk (11 familier).
Fyrre- og blåbærskove dominerer parkens område. I lavlandet vokser hylde- og birkeskove. Faunaen er repræsenteret af typiske skovarter: elg, vildsvin, rådyr, kaniner, egern, mens Odder, grævling, ilder og mår er sjældnere. I parkens søer og vandløb er omkring 30 fiskearter: almindelig skalle, brasen, gedde, karper, to mallearter (den indførte kanalmalle og den indfødte europæisk malle), europæisk ål med flere.